# Djebel Bargou
Djebel Bargou (àrab: جبل بَرْقُو, Jabal Bargū) és una extensa serralada muntanyosa amb una altura màxima de 1.266 metres, al centre de Tunísia, declarada reserva natural pel govern per la protecció del romaní. Està situada al límit entre la governació de Siliana i la governació de Kairuan, entre la plana de Oueslatia i la plana de Siliana, que té la seva prolongació al sud en el Djebel Essardj. Al vessant occidental està situada la vila de Bargou, capital de delegació de la governació de Siliana.